# Північна Митровиця
Північна Митровиця (серб. Severna Kosovska Mitrovica, алб. Mitrovica e Veriut) — північна частина міста Косовська Митровиця в районі з більшістю сербського населення в Косові. Економічний, культурний і де-факто адміністративний центр Північного Косова. Від основної — албанської — частини Косовської Митровиці північна частина міста відокремлена річкою Ібар. Сполучення здійснюється через Ібарський міст.

## Органи влади та статус
Після проголошення в односторонньому порядку незалежності Косова на території краю стали діяти паралельні органи влади. Північ Косова перебуває під управлінням місцевої влади трьох громад півночі, які не визнають влади Приштини. В Косовській Митровиці фактично є дві місцеві адміністрації — сербська і албанська, при цьому визнана Республікою Косово албанська адміністрація муніципалітету контролює лише південну частину міста, а сербська адміністрація громади Косовська Митровиця управляє частиною міста на північ від річки Ібар.
У цьому зв'язку косовська влада сформулювала пропозицію офіційно виділити північ Митровиці в окремий муніципалітет, який став би четвертим муніципалітетом Півночі. Ініціатива знайшла підтримку й у багатьох міжнародних спостерігачів. Сербська сторона поки що лише розглядає пропозицію.

## Суспільство
Північна Митровиця є центром сербського Косова. Після Косовської війни і вимушеного втручання НАТО сюди переїхали сербомовні факультети Приштинського університету. Діє найбільша на півночі Косова лікарня.